# Kot na Pohorju
Kot na Pohorju este o localitate din comuna Slovenska Bistrica, Slovenia, cu o populație de 163 de locuitori.